# Isabel Baquedano
Isabel Baquedano Elvira (Mendavia, Navarra, 1929- Madrid, 6 de junio de 2018) fue una pintora figurativa española considerada como una de las artistas navarras más relevantes.

## Biografía
En 1938 falleció su padre de una pulmonía dejando a la familia, en plena posguerra, en situación precaria. Su familia residía en Zaragoza donde, con cuatro años, empezó su afición a pintar. Su viuda madre y su hermana la acompañaron a Madrid para alentar la fuerte vocación de Isabel.
Consiguió exponer con 24 años. Baquedano estudió en la Escuela de Bellas Artes de San Fernando de Madrid. Una vez finalizados sus estudios en el año 1957, obtuvo la plaza de profesora de dibujo en la Escuela de Artes y Oficios de Pamplona donde ejerció hasta su jubilación. Allí, junto con José María Ascunce y Gerardo Sacristán promovieron la llamada Escuela de Pamplona, aportando nuevos aires de modernidad a varias generaciones de artistas, como Juan José Aquerreta.

## Obra
Muy pronto su obra incidió en el panorama artístico madrileño de los años sesenta, con la exposición de obras realistas que presentó en la galería Atril de Madrid en 1963. Sus creaciones más relevantes fueron las realizadas con temas urbanos en los que en algún caso integraba figuras humanas en un ambiente de soledad. El tema de las ciudades abarca casi toda su obra de los años 70, 80 y 90. Con una visión lírica y misteriosa sus ciudades son habitadas por unas figuras en las que la luz y los precisos encuadres manifiestan la soledad del ser humano, con una puesta en escena entra la realidad y la fantasía. En sus últimas piezas aparecen los temas sagrados y mitologías de la pintura antigua, interpretados con su característica poética de la quietud.
Su obra está en colecciones como en el Museo Nacional Centro de Arte Reina Sofía de Madrid, el Museo de Bellas Artes de Bilbao, el Museo de Navarra, IVAM de Valencia, la Fundación Coca-Cola, etc. Además estuvo presente en la exposición conmemorativa del bicentenario del Museo del Prado de Madrid titulada "Del futuro al pasado. 200 años del Museo del Prado. Artistas españoles contemporáneos" en los meses de mayo, junio y julio del año 2019.
Es la primera pintora navarra que tiene obras en el Museo del Prado[cita requerida] y en el Reina Sofía.
En cuanto a su proceso creativo en la última exposición en el Museo de Navarra declaró bajo el título Inflexión- Reflexión:
```
“No hay proceso creativo sin trabajo. Se da en el transcurso de la obra. Te va apareciendo. En el transcurso del desarrollo del trabajo, no hay un proyecto determinado. Busco la validez de ese trabajo, con una cualidad de arte. El proceso es una necesidad para llegar a un final que te interese, a veces no se da porque parto casi siempre del instinto. A veces no se da”.
[
13
]
```

Entre sus exposiciones colectivas cabe citar la celebrada en el año 1999 en las salas del antiguo Museo Español de Arte Contemporáneo, MEAC, de Madrid titulada Imágenes de la Abstracción.
El crítico de arte y catedrático de Historia del Arte Francisco Calvo Serraller en el obituario en el diario El País el 10 de junio de 2018, escribió:
```
Isabel Baquedano consiguió la reducción de lo simbólico a los momentos y gestos esenciales de la narración, mientras que formalmente destiló una composición apurada al extremo, las figuras silueteadas con una afilada trama, el aplanamiento cromático y la apurada atmósfera en luminosa sordina. Esta economía de medios estuvo siempre al servicio de intensificar al máximo el testimonio de lo que creía verdadero, una virtud tan moral como estética.
[
14
]
```

Colaboró como coordinadora científica de La Dirección General de Patrimonio Cultural de la Consejería de Cultura, Turismo y Deportes de la Comunidad de Madrid; esta entidad pública organizó las segundas jornadas sobre Patrimonio Cultural y Mujer, tituladas Tejiendo Pasado. Patrimonios invisibles. Mujeres portadoras de memorias.
La muerte le sorprendió el 6 de junio de 2018 en Madrid, cuando ultimaba una exposición antológica para el Museo de Bellas Artes de Bilbao. Con el título De la belleza y lo sagrado, esta muestra se inauguró en octubre del año siguiente  Archivado el 29 de octubre de 2019 en Wayback Machine.. 